# Дом Х. А. Комендантовой
Дом Х. А. Комендантовой — историческое здание в Петергофе. Построено в середине XIX века. Находится по адресу улица Аврова, 8.
Памятник архитектуры регионального значения.

## История
Здание построено в 1840-х годах неизвестным архитектором. В конце 1880-х голов владельцем участка стала купчиха Харитона Андреевна Комендантова. В это здание она перенесла свой магазин мясных и продовольственных товаров из дома Финтеклюза на Санкт-Петербургской улице, где до этого жила с мужем и детьми. В 1910-х наследники Комендантовой продали дом.
В годы Великой Отечественной войны дом сильно пострадал от боев и фактически был построен заново с использованием старых стен усилиями советских реставраторов при участии архитектора Е. Серебрякова. После этого здание использовалось как многоквартирный жилой дом. 
В 1990 году решением исполкома Ленинградского городского Совета народных депутатов взят под охрану как памятник градостроительства и архитектуры.
В 1995 году проведена реконструкция здания.

## Архитектура
Дом построен в стиле классицизма. Цоколь дома облицован плитами из природного камня; материал отделки фасада — окрашенная штукатурка. Оформление фасадов здания в уровне первого этажа выполнено дощатым рустом. Лоджия на втором этаже оформлена пилястрами. В завершении восточного и западного фасадов находятся лучковые фронтоны. У здания три балкона на фигурных кронштейнах с металлическими ажурными решётками ограждения с рисунком в виде пересекающихся овалов, меандра и столбами.

## Галерея

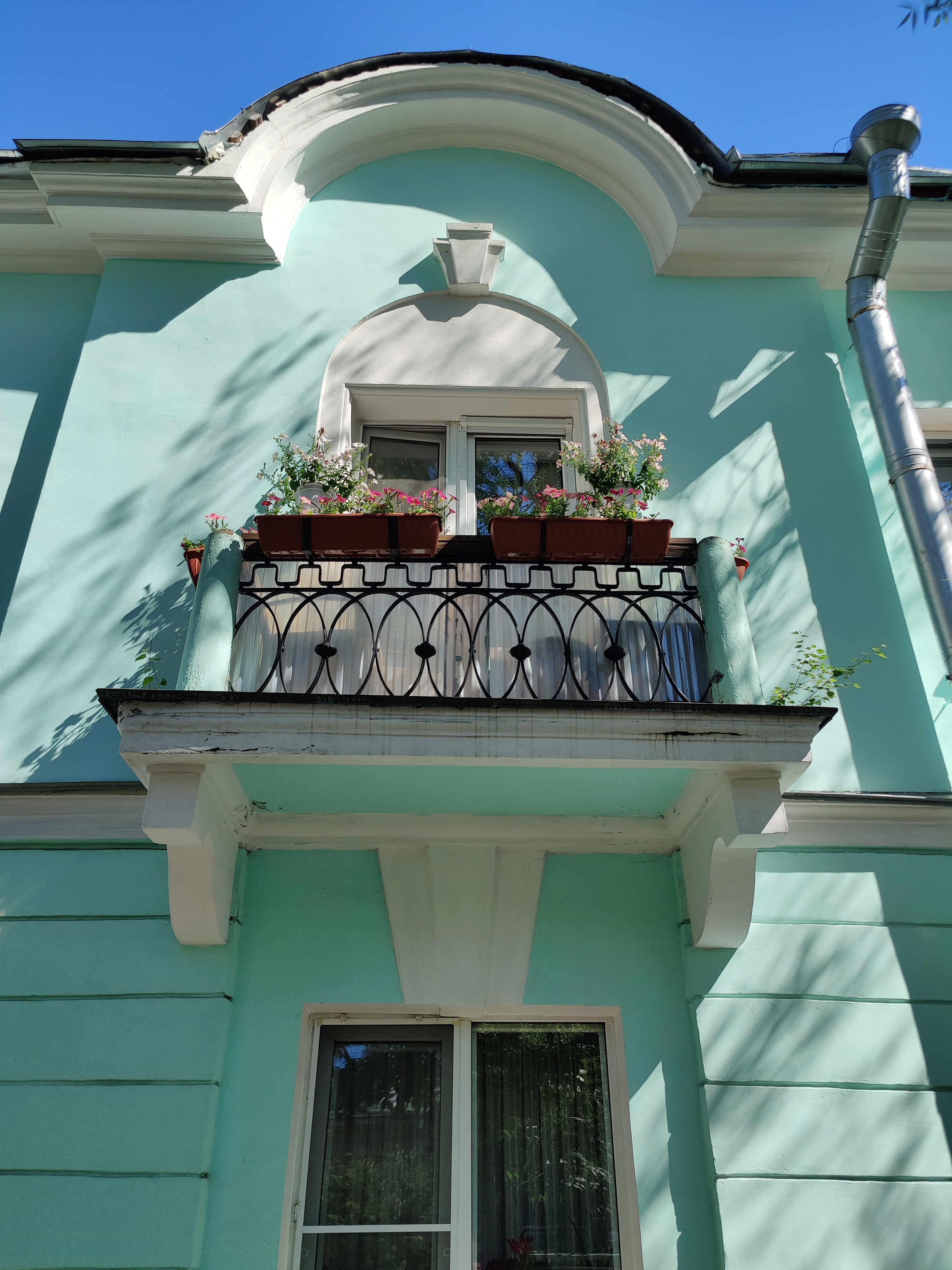
Балкон (2024)
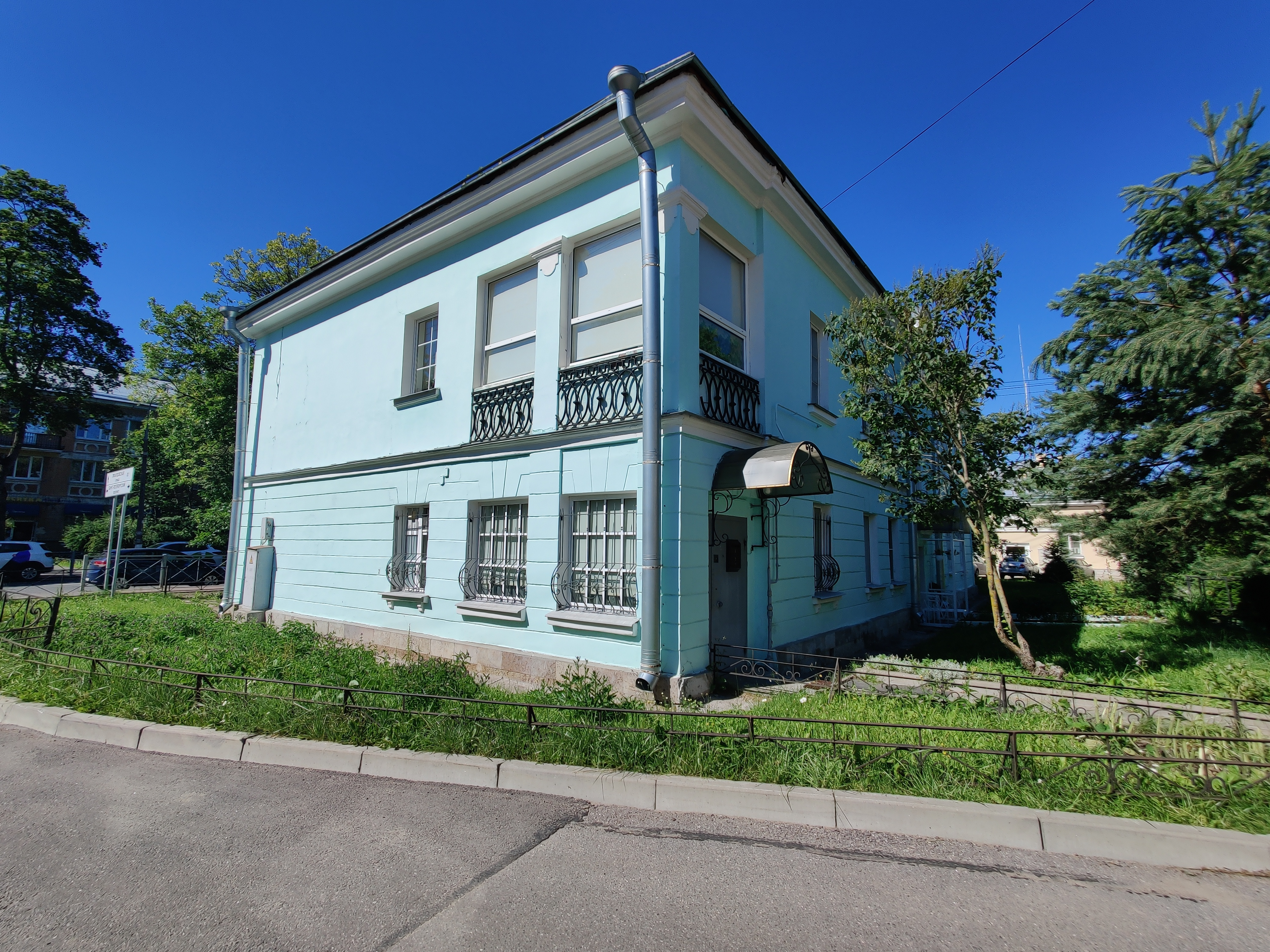
Угловой вид (2024)
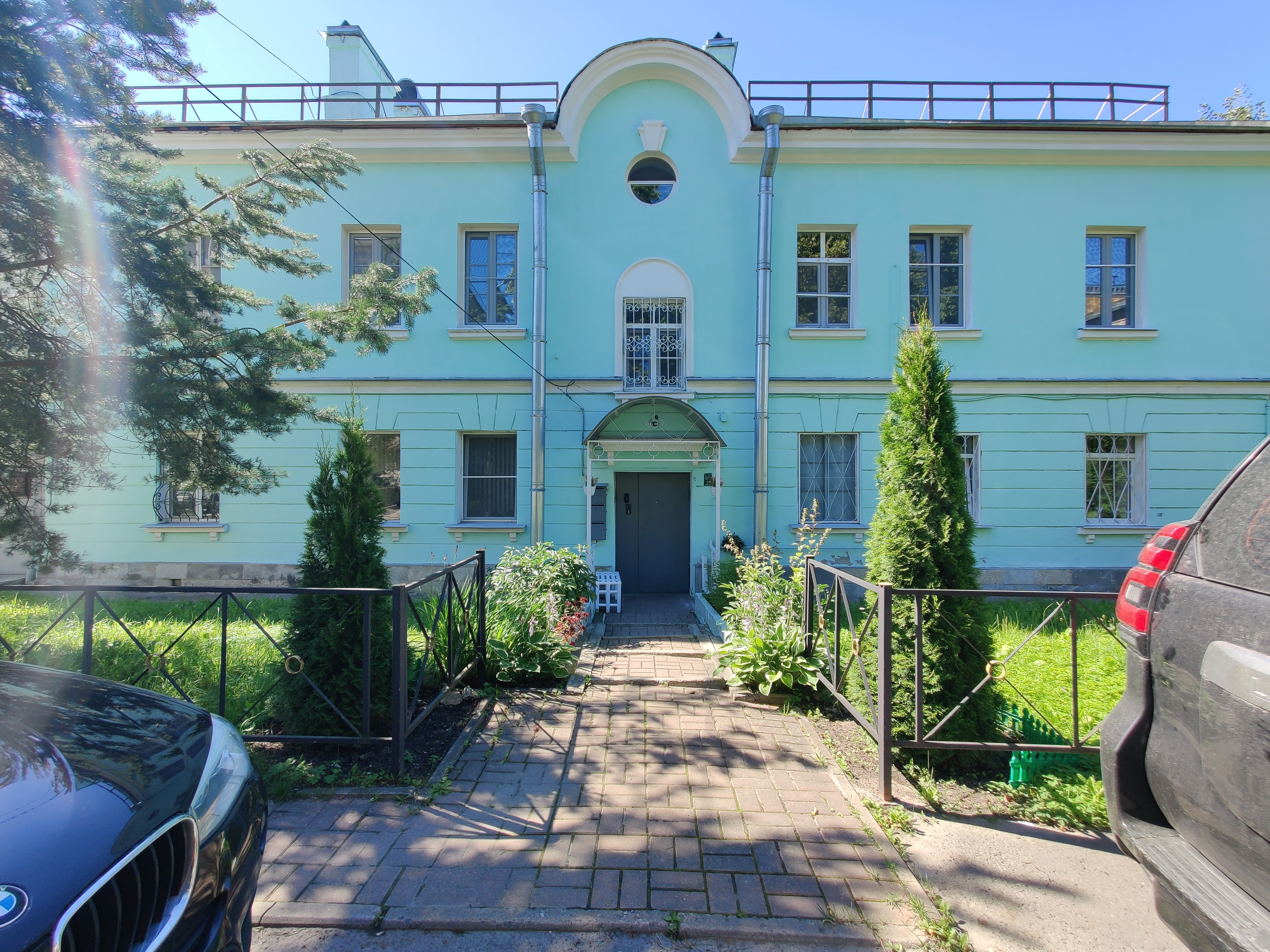
Фасад (2024)
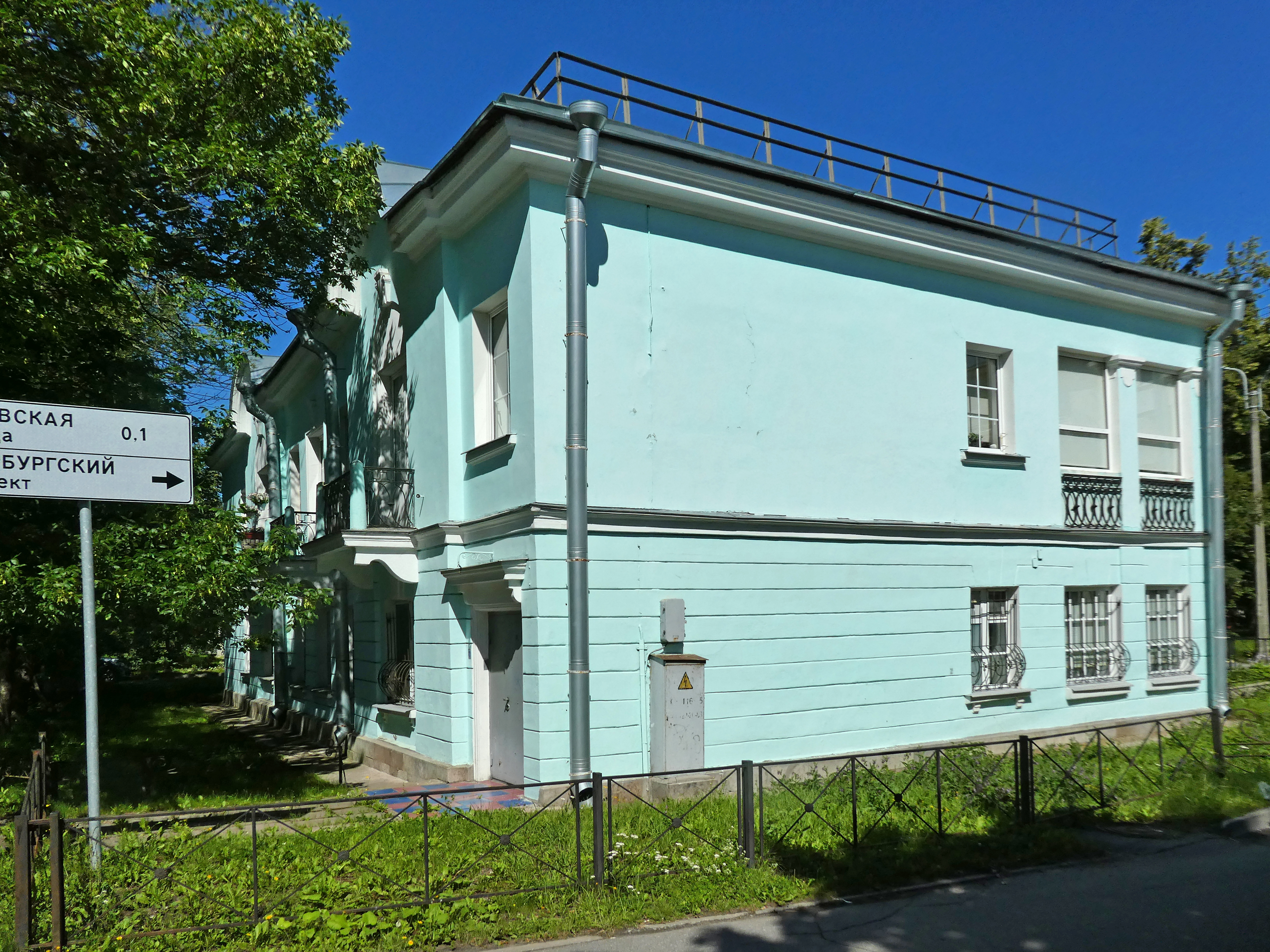
Вид с торца (2024)